# Idas

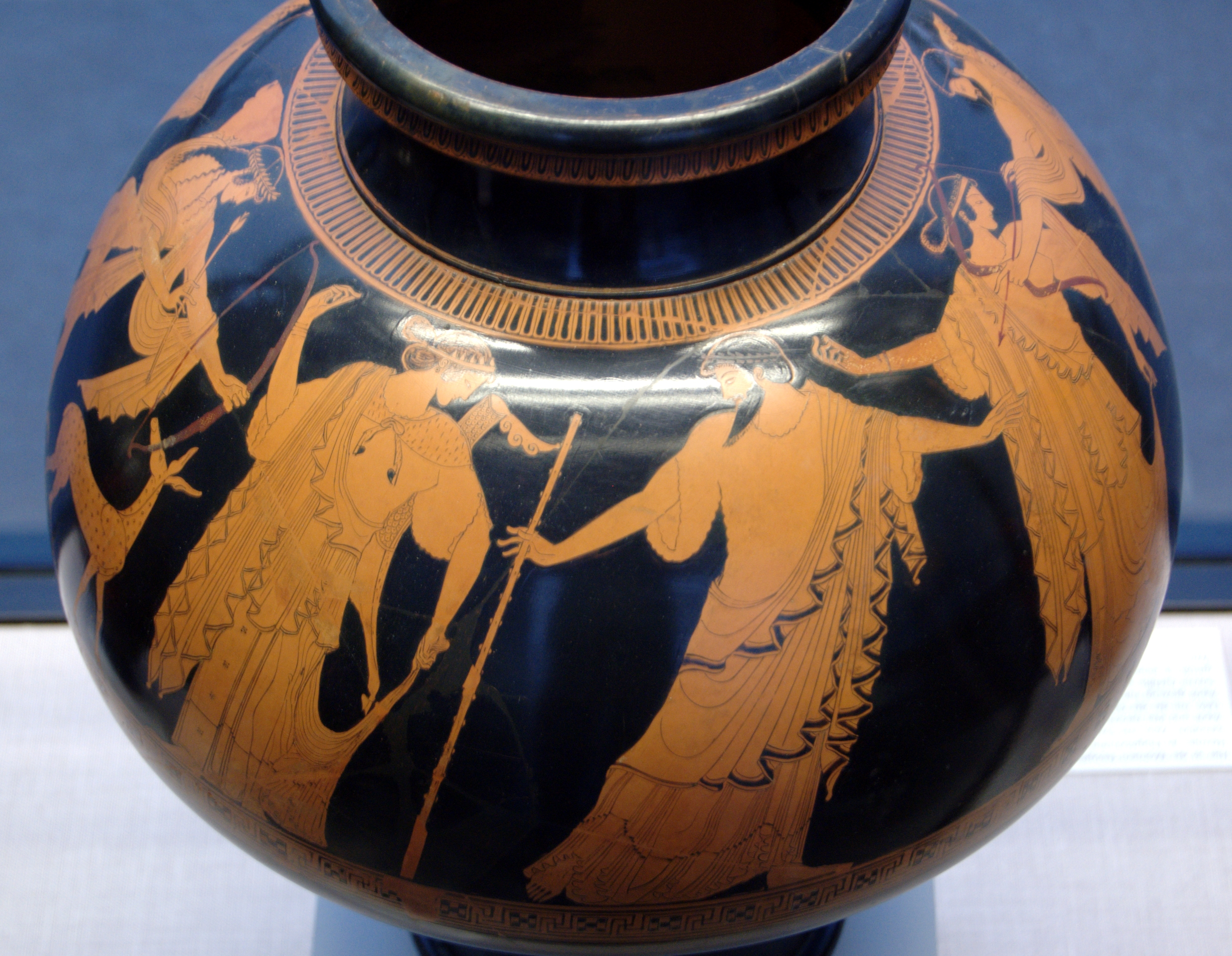
Idas raptant Marpessa

D'acord amb la mitologia grega, Idas (en grec antic Ἴδας), va ser un heroi, "el més fort i el més atrevit dels homes", segons la Ilíada. Era fill d'Afareu i, per tant, de la família de Perieres, i d'Arene, filla d'Èbal.
Té dos germans, Linceu i Pisos, i és cosí dels Dioscurs. Juntament amb el seu germà Linceu va participar en la cacera del Senglar de Calidó i en l'expedició dels argonautes al costat de Jàson. Idas va tenir un paper important en aquesta expedició, quan l'endeví Ídmon va ser mort per un senglar al país dels mariandins. Idas va venjar el seu company matant l'animal. Després va intentar prendre el reialme al rei de Mísia Teutrant, però no ho va aconseguir.
Enamorat de Marpessa, filla d'Evè, que era fill d'Ares, la va raptar en un carro alat regal de Posidó. Apol·lo, que també la pretenia, comparegué per reclamar-la-hi, i Zeus hagué d'arbitrar la qüestió donant a la noia l'oportunitat d'escollir. Ella preferí quedar-se amb Idas.
Idas també és conegut per la lluita amb els seus cosins Càstor i Pòl·lux. Quan els Dioscurs van raptar les filles de Leucip, amb les que Idas i Linceu estaven promesos, aquests van anar a rescatar-les. En la lluita que va produir-se, Càstor mor a mans de Linceu i Pòl·lux el mata a ell. Quan Idas està a punt de matar-lo, Zeus el fulmina amb un llamp per salvar el seu fill. Immediatament porta Pòl·lux al cel.